# Утерянный фильм

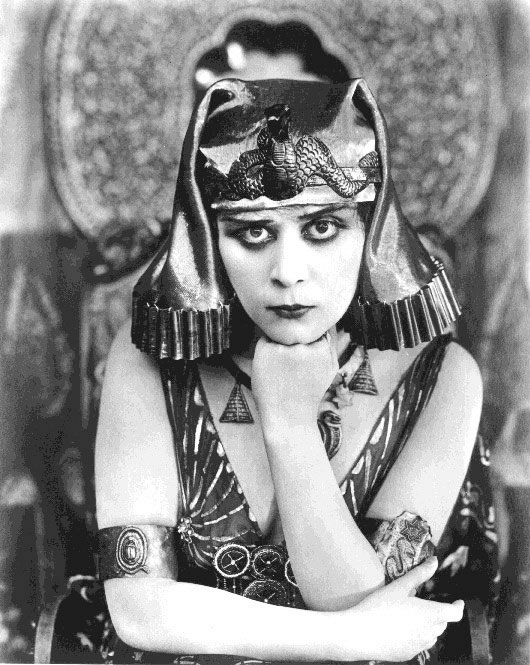
Теда Бара в утерянной картине Клеопатра (1917). От картины остались небольшие отрывки и фотографии со съёмочной площадки

Уте́рянный фильм (или исчезнувший фильм) — фильм, не сохранившийся на своём оригинальном носителе (обычно киноплёнке) в киноархивах (например, таких как Библиотека Конгресса) или частных коллекциях. О существовании потерянных фильмов известно только по отдельным отрывкам, архивным записям, фотографиям. Наиболее распространённые причины утери: пожары в архивах, ликвидация архивов, деградация носителя фильма. Предотвращение утери фильмов возможно благодаря изготовлению копий фильмов на современных носителях, хорошо выдерживающих хранение и оцифровку. По оценкам Американского Национального киноархива до 75 % немых фильмов, выпущенных в США, утрачены навсегда.

## Причины утрат фильмов
Большинство утерянных фильмов относятся к эпохе немого кино 1894—1929 годов. По оценкам одного из основателей Фонда кино Мартина Скорсезе, 80 % американских немых фильмов навсегда утрачены. Многие ранние фильмы не сохранились, потому что использовавшаяся плёнка с нитроцеллюлозной подложкой была чрезвычайно горюча. Пожары иногда уносили с собой целые собрания фильмов. Например, пожар в хранилище студии Fox в 1937 году уничтожил все оригинальные негативы фильмов студии, снятых до 1935 года, а пожар в хранилище студии MGM, произошедший в 1965 году, уничтожил все оригинальные негативы немых и звуковых фильмов, снятых до 1931 года. Кроме того, нитратная подложка киноплёнки, разлагаясь в течение нескольких десятилетий, становится хрупкой. Скорость этого процесса увеличивается при неправильных условиях хранения, без соблюдения определённого уровня температуры и влажности — со временем ролик плёнки может рассыпаться в порошок. Процесс разложения «безопасной» ацетатной подложки проходит медленнее, но считается обратимым.
Безопасную негорючую 35-мм киноплёнку впервые представила компания Eastman Kodak весной 1909 года. Однако пластификаторы, использовавшиеся при изготовлении плёнки, слишком быстро испарялись, плёнка делалась сухой и ломкой, отчего расходились склейки и рвалась перфорация. В 1911 году крупнейшие американские киностудии вернулись к огнеопасной плёнке. Формат безопасной плёнки сводили до 16 мм и 8 мм вплоть до усовершенствований, последовавших в конце 1940-х годов.
Основной причиной утери фильмов стало умышленное уничтожение: с приходом в кино звука немые фильмы стали восприниматься как не имеющие какой-либо коммерческой ценности. До наших дней дошли не более 25 % немых фильмов, снятых в конце XIX — начале XX века.

«Большинство ранних фильмов не сохранилось, так как студии избавлялись от них оптом, как от хлама. Никому и в голову не приходило хранить их. Требовалось свободное место, к тому же хранение материалов обходилось дорого».
— Роберт Харрис

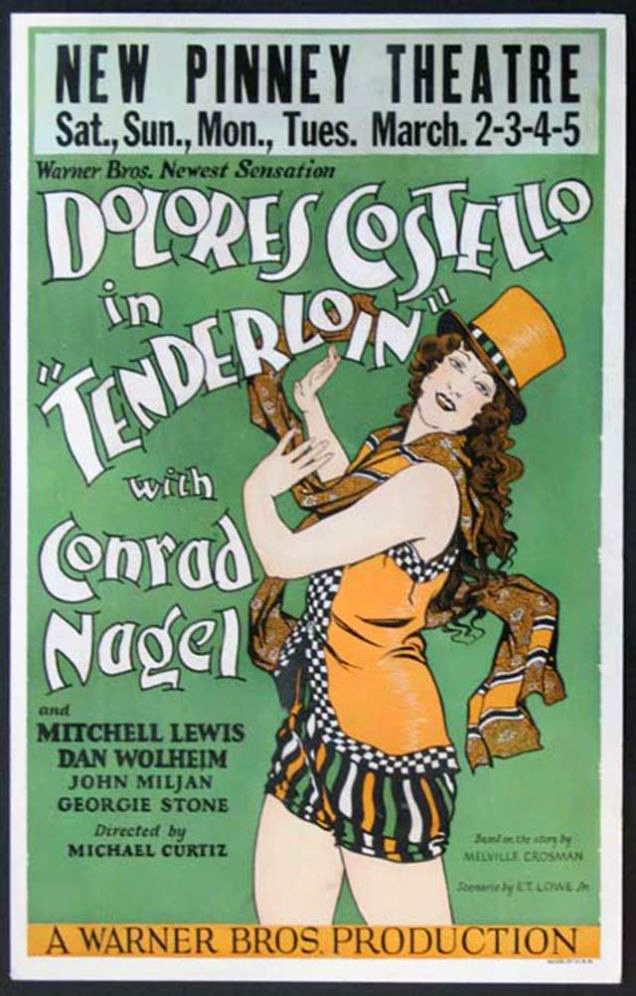
Тендерлойн (1928). Картина считается утерянной, однако его грампластинки со звуком хранятся в Калифорнийском университете в Лос-Анджелесе

Были утрачены многие ранние немые и звуковые фильмы системы Vitaphone студий Warner Bros. и First National Pictures, так как там в качестве носителя звука использовались грампластинки. В 1950-х годах для телевизионных студий озвученные немые и ранние звуковые фильмы печатались на 16-миллиметровой киноплёнке, однако и их не удалось сохранить, так как изображение и звук на телевидении в те годы записывались на отдельных плёнках.
Для эпохи телевидения, а затем домашнего видео кинофильмы представлялись как ненужные и имеющие малую ценность материалы. Таким образом, многие киноплёнки были уничтожены для того, чтобы освободить больше места в архивах, либо были переработаны с целью регенерации серебра из них. В настоящее время наиболее долговечной считалась полиэфирная подложка. Чтобы сохранить фильм, режиссёры обычно заказывают копии, в том числе в цифровом виде.
Некоторые киностудии предпринимают самостоятельные усилия по сохранению своих архивов. Особняком здесь стоит MGM, в которой существует специальная программа сохранения фильмов и начиная с 1960-х ей удалось сохранить до 68 % немых фильмов, которые на тот момент удалось найти в архивах киностудии.

## Ранние утерянные фильмы
Ранние цветные фильмы, такие как «Таинственный остров» (1929) режиссёра Люсьена Хаббарда, и «Представления представлений» (1929) Джона Адольфи, сохранились лишь частично или вообще не в цвете, так как большинство их фильмокопий печатались на чёрно-белой плёнке, специально подготовленной для телевидения, а оригинальные цветоделённые негативы утеряны. Единственный известный экземпляр мультфильма «Апостол» режиссёра К. Кристиани, снятого в 1917 году и считающегося первым полнометражным мультфильмом в мире, сгорел во время пожара в студии Валье в 1926 году, а других копий не было найдено.
- Музыкальный мультфильм Михаила Цехановского «Сказка о попе и о работнике его Балде», запущенный в производство в 1933 году, не был выпущен по целому ряду причин, а его негативы и копии, сданные на хранение в архивы, были уничтожены во время Великой Отечественной войны.
- О вышедшем 5 октября 1933 года фильме Wasei Kingu Kongu[англ.] (和製キング・コング) в настоящее время практически нет никаких данных. Доподлинно известны лишь снявшиеся в фильме актёры, и имя режиссёра Торадзиро Саито[4].
- Утерян и фильм Сергея Эйзенштейна «Бежин луг» о Павлике Морозове. Черновая версия кинокартины в 1937 году была сильно раскритикована, и съёмки были остановлены[5]. Единственный экземпляр фильма исчез во время Великой Отечественной войны. Остались только срезки кадров, восемь метров киноплёнки, режиссёрский сценарий в двух вариантах, множество разработок, заметок и рисунков. В 1967 году на их основе был сделан фотофильм[6].

Утерянными являются первые фильмы многих советских режиссёров, начинавших свою карьеру в 1920-е:
- Абрам Роом («Гонка за самогонкой», 1924).
- Леонид Трауберг («Похождения Октябрины», 1924).
- Фридрих Эрмлер («Скарлатина», 1924).
- Александр Довженко («Вася-реформатор», 1926).
- Владимир Вайншток («Актёр поневоле», 1927).
- Иосиф Хейфиц («Песнь о металле», 1928).
- Иван Пырьев («Посторонняя женщина», 1929) и др.

Также утеряны одни из первых советских мультфильмов:
- «Тараканище» (1927).
- «Тип-Топ в Москве» (1928).
- «Пионер Ваня» (1928).
- «Почта» (1929; звуковая версия).
- «Кино-крокодил № 5» (1932; копия хранится в Госфильмофонде[7], в сети доступны только кадры[8]).
- «Квартет» (1935).
- «Несчастье Аббаса» (1935).
- «Стрекоза и муравей» (1935).
- «Храбрый заяц» (1937).
- «Журнал Политсатиры № 1» (1938).

## Поздние утерянные фильмы
Поздними утерянными фильмами считаются фильмы, сделанные после 1949 года. Очень часто это называется «уксусный синдром», когда пары, выделяющиеся при неправильном хранении, уничтожают плёнку. Вот небольшой список примеров поздних утерянных фильмов:
- «Любовь, что вихри» (1949, реж. Кеннет Энгер).
- «Золотая мадонна» (en) (1949, реж. Ладислао Вайда).
- «Двойная исповедь» (en) (1950, реж. Кен Аннакин).
- «Чудо святой Анны» (en) (1950, реж. Орсон Уэллс) — единственная известная копия принадлежала самому Уэллсу, однако после смерти самого режиссёра и до настоящего времени её местонахождение неизвестно.
- «Молодой человек и смерть» (1953, реж. Кеннет Энгер).
- «Стёпа-капитан» (1953, реж. Александр Козырь) — фильм для детей, не выпущенный на экраны. В Госфильмофонде копия фильма не хранится.
- Некоторые советские фильмы до своего выхода на экраны уничтожались из-за цензуры, например, первая картина Льва Цуцульковского «Я — шофёр такси» (1964).
- «Бэтмен против Дракулы» (1967, реж. Лейди Диаз) — цветной филиппинский фильм по сценарию Берта Мендоса.
- «Женское экстази» и «Линда и Абилена» (оба 1969, реж. Хершел Гордон Льюис).
- «Когда цветут баобабы, или тайна плоскопараллельной пластинки» (примерно 1970 г, полнометражный цветной фильм из двух частей, снят студентами физического факультета КНУ.
- «Кто ты?» (1971, реж. Вернер Краусе) — кукольный короткометражный мультфильм студии DEFA. Копия хранится в Госфильмофонде[9].
- «Студент» (1972, реж. Эд Вуд) — исчез вместе с «Дайте мне это» (1970), чьи фрагменты исчезли вместе со звуком.
- «День, когда клоун плакал» (1974, реж. Джерри Льюис) — франко-шведский фильм в жанре драмы, о том как нацисты отправили в концлагерь клоуна. Режиссёр решил не выпускать фильм на экраны кинотеатров, так как он посчитал его слишком депрессивным и мрачным. Одна его копия отправлена в Библиотеку Конгресса.
- «Он» (1974, реж Эд Д. Луи) — порнографический фильм о жизни Иисуса. Считается утерянным.
- «Сенаторы в рабстве» (1976, реж. Кеннет Энгер).
- «Моряки в наручниках» (1977, реж. Кеннет Энгер).
- «Денонсация Стэн Брейгхейг» (1979, реж. Кеннет Энгер).
- «Когда цветут баобабы» (прибл. 1979) любительский юмористический полнометражный фильм, снятый студентами и сотрудниками кафедры оптики физического факультета КГУ. После широкого успеха фильм был изъят сотрудниками КГБ в связи с цензурой. Сохранились несколько фотографий со съёмок и фрагмент около 10 секунд.

Фильм авангардиста Кеннета Энгера — снятый в десятилетнем возрасте «Бык Фердинант» (1937).
Мексиканский фильм «La China Poblana» (1943) Фернандо Палациоса с участием Марии Феликс сгорел во время пожара в Национальной синематеке в Мехико. Это был один из первых мексиканских цветных фильмов. Сегодня предложено вознаграждение тому, кто найдёт его копию.
Многие незаконченные и некоторые законченные фильмы Энди Миллигана утеряны.
Утраченными также считается множество короткометражных фильмов 1940—1970-х годов, использовавшихся в учебных и религиозных целях, так как они были в единичных копиях.

## Фильмы со звуком на пластинке и 3D-фильмы
Многие фильмы 1926—1931, снятые по звуковой системе на грампластинках, такой как Vitaphone, где синхронизированная фонограмма воспроизводилась отдельно от изображения, в настоящее время считается утерянным, так как пластинки могли быть повреждены (царапины, сколы и т.д.), а кинофильм сохранился. И наоборот, от некоторых фильмов по этой технологии сохранилась только звуковая дорожка, а плёнка с фильмом — нет (например, «Берегись женатых мужчин» 1928 года).
Два 3D-фильма 1954 года «Top Banana» и «Переход через юго-запад», сегодня существуют на простой плёнке, так как были утрачены исходники, предназначенные для просмотра в 3D-кинотеатрах.

## Неизвестные фильмы
Существуют так называемые неизвестные фильмы — фильмы, о существовании которых никто ничего не знает, о них нет информации в письменных и других источниках. Одним из таких фильмов является «Одирижабленный» 1916 года с участием Чарли Чаплина, о существовании которого долгое время ничего не было известно.
1 апреля 2011 года на YouTube был выложен короткометражный фильм «Чёрные перчатки», составленный из сцен фильма «Иван Васильевич меняет профессию», в том числе из не вошедших в окончательную версию картины. В октябре 2013 года была выложена улучшенная версия оцифровки 2011 года. До этого времени о существовании фильма также не было известно.
Разрушение русского памятника в Сан-Стефано 1914 года считается первым фильмом в истории Турецкого кинематографа. Был снят первым турецким кинематографистом Фуатом Узкынаем и солдатами Османской армии. О его существовании ничего неизвестно.
«Ночи оборотня» — испанско-французский фильм ужасов, вторая часть франшизы о Вальдемаре Данинском. По легенде, режиссёр фильма Рене Говар погиб в автокатастрофе, и фильм был конфискован. Нет никаких доказательств о том, что этот фильм когда-либо существовал.
Подобные фильмы порой могут стать предметом фальсификаций, как, например, первая экранизация «Дракулы» Б. Стокера, якобы снятая в России (или на Украине) в 1920 году В. Туржанским и «найденная» спустя 90 лет в Сербии.

## Телевизионные записи
Телевизионные программы часто могли быть уничтожены умышленно — с целью освободить место в архиве. Большинство утерянных выпусков телепередач относится к ранней эпохе телевидения. Такая проблема существовала и во всей эпохе СССР, когда могла использоваться дорогостоящая импортная магнитная лента, которую старались беречь, и бытовые видеомагнитофоны с функцией записи не были широко распространены, поэтому в домашних архивах передачи не сохранились. Телепрограммы, которые выходили в прямом эфире, могли попросту не записываться.
Утерянными считаются первые выпуски популярных советских программ «Что? Где? Когда?», «КВН», «Клуб путешественников». Также утерянными считаются большинство первых выпусков капитал-шоу «Поле чудес» 1990—1992 годов.
В бытность председателя Государственного комитета СССР по телевидению и радиовещанию Сергея Лапина были уничтожены видеозаписи некоторых артистов эстрады: Вадим Мулерман, Валерий Ободзинский, Алла Иошпе и Стахан Рахимов, Жан Татлян, Тамара Миансарова и другие. Было это сделано по разным причинам (эмиграция артиста, несоветский стиль), но в большинстве случаев многие усматривали в мировоззрении Лапина антисемитские настроения (из-за наличия в «черном списке» артистов с еврейскими корнями).
Утерянным считался 847-й выпуск «Улица Сезам», из-за которого компания Children’s Television Workshop получила 19 гневных писем. В письмах от родителей говорилось, что дети после просмотра этого выпуска кричали от ужаса и плакали от страха. До 18 июня 2022 года была доступна 7-минутная сцена, записанная на камеру, и несколько скриншотов из потерянного выпуска. Однако 18 июня 2022 года, полный эпизод был анонимно залит на American Archive of Public Broadcasting, также он имеется на Реддите и Youtube.
В отечественных архивах не сохранилось новогоднее обращение Михаила Задорнова в канун нового 1992 года, когда писатель-сатирик вынужден был в прямом эфире как ведущий «Огонька» поздравлять телезрителей вместо главы государства. В Интернете выложены лишь длинный фрагмент в виде аудиозаписи среднего качества и финальная часть, записанная с бытовой видеокамеры.
Выпуски «Вечерней сказки» с Дедом Панасом, за исключением одного, не сохранились, в связи с чем достоверные подтверждения приписываемой ему фразы «Отака хуйня, малята» отсутствуют.
Большинство исходных записей бывшего метрового российского канала ТВ-6 считаются утерянными и нигде не транслировались, кроме как на основном канале. По одной из версий, когда в 2002 году на месте ТВ-6 возник канал ТВС, архив бывшего канала был передан в бесплатное пользование новой компании, и часть записей была размагничена для записи будущих программ (таким образом, например, была размагничена программа «Назло рекордам»). Многие записи с канала ТВ-6, распространённые в Интернете, как правило, представляют собой оцифровки с кассет VHS. В лучшем случае, исходные записи программ ТВ-6 могли сохраниться только в том случае, если у передач был сторонний производитель («Дорожный патруль», «ОСП-Студия», «Акулы пера», «Канон» и др.).
Также утеряны передачи начала 2000-х годов «Телетузики», «Тележало», «ТВ-мен спешит на помощь», «Семь бед — один ответ», «Народ против», «Русская рулетка».
В 2010 году на российском телеканале «Бибигон» (ныне «Карусель») транслировалась детская кукольная передача «Секреты Лунтика», которая считалась полностью утерянной вплоть до апреля 2021 года, когда были найдены отрывки первых двух серий (из 26 серий). В 2023 году были найдены рабочие видеоматериалы 12 серий.

## Найденные фильмы
Иногда фильмы, считавшиеся утерянными навсегда, могут быть найдены. 
- «Благородный эксперимент» (1955, реж. Том Грэфф) — найден Эллой Шнайдер.
- 1970-е гг.— фильм «Франкенштейн» (1910), который несколько лет находился у коллекционера из Висконсина.
- Середина 1990-х — «Безумие: Признания некрофила» (1974, реж. Джефф Гиллен и Алан Ормсби) — исчез после его премьеры в 1974 году; найден во Флориде и полностью восстановлен продюсерской компанией Metro-Goldwyn-Mayer в 2002 году.
- Конец 1990-х гг. — в Калифорнийском университете в Лос-Анджелесе обнаружена плёнка фильма «Зачем быть хорошим?[англ.]» (1929) и полностью восстановлена на студии Warner Bros. в 2012 году.
- 1992 год — «Некромания» (1971, реж. Эдвард Вуд) — исчез после смерти режиссёра, найден на распродаже в 1992 году, а неотредактированная версия — в 2001 году.
- 1996 год — Копия фильма «Ричард III[англ.]» (1912) была найдена и восстановлена Американским институтом кино.
- 1996 год — «Инкуб» (1966, реж. Лесли Стивенс) — чёрно-белый фильм ужасов, который в течение многих лет считался утерянным; его копия была найдена во Французской синематеке и была полностью восстановлена в 2001 году.
- 2000 год — Фильм «За скалами[англ.]» («По ту сторону скал») (1922) с Глорией Свенсон и Рудольфом Валентино считался утраченным на протяжении нескольких десятилетий. Свенсон сетовала в начале 1980-х о потере этого и других своих фильмов. Однако оптимистично заключила: «Я не считаю, что эти фильмы пропали навсегда». Копия фильма была найдена в Нидерландах.
- 2004 год — «Юные молодожёны» (1971, реж. Эдвард Вуд).
- 2008 год — «Мойдодыр» (1927, реж. Мария Бендерская) — советский мультфильм по мотивам сказки Чуковского, который до 2008 считался утерянным, пока его полная версия не была обнаружена в Чехии и показана на кинофестивале «Белые столбы».
- 2008 год — На протяжении XX века были известны сокращённые версии фильма «Метрополис», что до недавних пор приводило к недоразумениям и неправомерным трактовкам авторского замысла. Оригинал авторского монтажа не сохранился. Кроме того, сцены, вырезанные из фильма в 1927 году компанией «Paramount», на сегодняшний день не обнаружены. Однако в 2001 году под эгидой Фонда Фридриха Вильгельма Мурнау по различным сохранившимся вариантам фильма (из США, СССР, Австралии, Великобритании) была восстановлена компромиссная версия длиной 117 минут, дающая достаточно полное представление о сюжете фильма (в некоторых изданиях на VHS и DVD длина фильма превышает 120 минут из-за того, что был искусственно замедлен темп воспроизведения — никаких дополнительных эпизодов по сравнению с отреставрированной версией в них нет). В 2008 году два аргентинских кинолюбителя нашли в одном из музеев кино Буэнос-Айреса хрупкую плёнку. Оказалось, что это полная версия «Метрополиса», скопированная на 16-миллиметровый негатив. Тогда было найдено в общей сложности 30 недостающих минут фильма. Они отреставрированы и вмонтированы в новую версию картины. Обновлённый «Метрополис» показали 12 февраля 2010 одновременно на Берлинском кинофестивале и во Франкфурте. Фрагменты из аргентинского материала очень обогащают картину и в плане монтажа, и в плане повествования. До наших дней сохранилась лишь 16-миллиметровая негативная копия, которая была скопирована в 1970-х годах с 35-миллиметрового нитропозитива с нарушением технологий — поэтому несмотря на усилия по реставрации, не удалось избавиться от плёночных дефектов; кроме того, и эта обновлённая версия длится 147 минут — на 7 минут короче изначальной режиссёрской, так как два эпизода из фильма не удалось найти по сей день.
- 2008 год — в Буэнос-Айресе найдена неполная копия фильма «Мой сын» (1928), а также была обнаружена копия раннего звукового фильма «Багровый город[англ.]» (1928).
- 2008 год — «Потец» (1992, реж. Александр Федулов) — исчез после показа по 1-му каналу Останкино в 1993 году; в 2008 году был выложен в интернет усилиям группы энтузиастов при поддержке сценаристки Марины Вишневецкой, а HD-версия — в 2018 году.
- 2009 год — в архиве Британского института кино найден первый цветной трёхмерный фильм «Королевский обзор» (1953)[20]
- 2010 год — цифровые копии десяти американских немых фильмов были переданы Библиотеке Конгресса США из Госфильмофонда РФ . Среди фильмов работы таких мастеров немого кино и раннего звукового кино, как Джеймс Круз, Рекс Ингрэм, Джордж Фитцморис и Виктор Флеминг.
- 28 апреля 2011 года — «Сердцебиение в мозге» (1970, реж. Аманда Файлдинг[англ.]) — этот документальный фильм долгое время считался утраченным, но позже был найден и показан в Институте современного искусства в Лондоне. Полная версия фильма недоступна (за исключением его отрывков).
- Декабрь 2013 года — на YouTube выложен короткометражный фильм Сэма Рэйми «Часы[англ.]» (1978).
- 2015 год — «Мрачная игра» (1918, реж. Ирвин Уиллат[англ.]) — немой фильм с Гарри Гудини в главной роли. Был показан 29 марта 2015 года на фестивале классического кино[21].
- Май 2015 года — в Австралии обнаружена копия фильма «Семь грешников[англ.]» (1925).
- 2017 год — «О красивой Салли» (1976, реж. Дагмар Дубкова) — чехословацкий короткометражный мультфильм-сказка, считавшийся утерянным; чешская озвучка была найдена в 2017 году, а английская озвучка — в 2018 году.
- 2017 год — «Про обезьянку» (1935, реж. Михаил Степанов) — фильм считался утраченным, затем его неполная версия была обнаружена в коллекции фильмов, собранной Рудольфом Котсом, и показана на фестивале «Белые столбы» в 2019 году.[22]
- 2018 год — на YouTube был выложен мультфильм Михаила Цехановского «Девочка в джунглях» (1956), который долгое время считался утраченным. Мультфильм был обнаружен коллекционером при покупке бытового магнитофона «Малахит» с катушечной магнитофонной лентой, на которой был записан фрагмент эфира ЦТ СССР за 1974 год, где в блоке мультфильмов он и был продемонстрирован.
- 2020 год — «Храбрый воробей» (1968, реж. Виктор Арсентьев) — узбекский мультфильм, который считался утерянным[23]. В июне 2020 плёнка была оцифрована и выложена в открытый доступ. Данная версия оказалась без звука в длительность 8 минут. 9 марта 2021 года на YouTube была выложена сокращенная версия со звуком. Вскоре аккаунт YouTube, выложивший мультфильм, был удален — но звуковая версия доступна в ВК[24].
- 2021 год — «Хранители» (1991, реж. Наталья Серебрякова) — советская экранизация первой части «Властелина колец» Джона Толкина. Запись телеспектакля долгое время считалась утерянной[25].
- 28 апреля 2021 год — «Час оборотня» (1990, реж. Игорь Шевченко) — советский фильм ужасов, считался утерянным 31 год, пока заинтересованные активисты из сообщества From Outer Space не занялись его поисками в начале 2021 года. Фильм был опубликован на Youtube-канале «„Одесская АльтернативА“ — творческая студия Игоря ШевченКо»[26][27].
- 29 апреля 2021 года — «Нож в горле» (1955, реж. Жак Северак) — французский криминальный фильм, который до 2021 года считался утерянным. Фильм был опубликован на YouTube. Вскоре аккаунт YouTube, выложивший фильм, был удалён через некоторое время.
- Июль 2021 года — «АнтиФауст» (1993, реж. Георг Фризен) — российско-немецкий фильм в жанре драмы и мистико-романтической авангардной феерии, который считался утерянным. Участники сообщества From Outer Space выложили во ВКонтакте копию (оцифровку) кинокартины с VHS плёнки[28][29].
- 30 августа 2021 года  — пользователь YouTube Cole Porter выложил считавшийся утерянным мультфильм Елены Пророковой и Роберта Саакянца «У попа была собака» (1982).
- 3 ноября 2021 года — «Фермер» (1977, реж. Девид Берлацкий) — американский криминальный фильм с элементами триллера и боевика. Пользователь YouTube «Van Lukassen» нашёл на сайте eBay VHS-копию фильма, который считался утерянным и выложил на YouTube. Через некоторое время фильм был удалён с YouTube из-за нарушения авторских прав.
- 16 августа 2022 года — «Возможно, завтра» (1931, реж. Дмитрий Дальский и Людмила Снежинская) — фильм в жанре военной тематики, созданный на территории Украинской ССР Дмитрием Дальским и Людмилой Снежинской в 1931 году, который считался утерянным. Участниками Discord-сервера «Утерянные медиа Wiki» была приобретена цифровая копия данного фильма у Госфильмофонда России, а позже опубликована на YouTube[30][31].
- 7 декабря 2022 года — «Ухарь-купец» (1909, реж. Василий Гончаров) — первый российский цветной фильм, экранизация русской народной песни по стихотворению Ивана Никитина, которая считалась утерянной. Фильм был найден участниками Discord-сервера «Утерянные Медиа Wiki», оцифрован и выложен на YouTube.
- 2023 год — «Чародейка» (1909, реж. Василий Гончаров сов.c Петром Чардынином) — российский фильм-трагедия, снятый по отдельным сценам из одноимённой трагедии И. В. Шпажинского. Считался утерянным, пока не был найден участниками Discord-сервера «Утерянные Медиа Wiki», оцифрован и выложен на YouTube.
- 2023 год — «Кешка и гуманоид» (1993, реж Борис Берзнер) — белорусский короткометражный фильм, считался утерянным, пока не была найдена и оцифрована видеокассета с записью фильма из архива телеканала НТН-4. Позже был выложен на YouTube.
- 2023 год — «Оберег» (1991, реж. Николай Рашеев) — советский мистический фильм с элементами драмы и хоррора, который считался утерянным. Фильм был найден усилиями участников Discord-сервера «Утерянные Медиа Wiki» и группы «From Outer Space», оцифрован и выложен во ВКонтакте.

## Списки
- 75 самых разыскиваемых Британским институтом кино фильмов
- Список утерянных фильмов[англ.]
- Список найденных фильмов[англ.]
- Список неоконченных или частично утерянных фильмов[англ.]